# Protoptila flexispina
Protoptila flexispina är en nattsländeart som beskrevs av Oliver S. Flint Jr. 1971. Protoptila flexispina ingår i släktet Protoptila och familjen stenhusnattsländor. Inga underarter finns listade i Catalogue of Life.